# Telitoxicum peruvianum
Telitoxicum peruvianum är en tvåhjärtbladig växtart som beskrevs av Harold Norman Moldenke. Telitoxicum peruvianum ingår i släktet Telitoxicum och familjen Menispermaceae. Inga underarter finns listade i Catalogue of Life.